# Battaglia di Baguio
La battaglia di Baguio (in filippino: Labanan sa Baguio, in ilocano: Gubat ti Baguio) ebbe luogo tra il 21 febbraio e il 26 aprile 1945, come parte della battaglia di Luzon durante la campagna per la liberazione delle Filippine nell'ultimo anno della seconda guerra mondiale. A seguito dello scontro armato, le forze statunitensi e della resistenza filippina presero il controllo della città di Baguio, nell'area settentrionale di Luzon, in precedenza in mano alle forze occupanti giapponesi e al governo collaborazionista filippino. In questa battaglia, avvenne uno degli ultimi scontri tra carri armati di tutta la campagna e Baguio sarebbe stato poi il luogo dove le rimanenti forze giapponesi nelle Filippine firmarono la resa, nel settembre 1945.

## Gli antefatti
Prima della seconda guerra mondiale, Baguio era la "capitale estiva" del Commonwealth delle Filippine, nonché la sede dell'Accademia militare filippina. Nel 1939, la città aveva una popolazione di 24 000 abitanti, la maggior parte filippini, assieme a gruppi di altre nazionalità, inclusi circa 500 giapponesi. In seguito all'invasione giapponese dell'arcipelago nel 1941, i nipponici usarono il Campo John Hay, un'installazione statunitense a Baguio, come base militare. Nell'ottobre 1944, i soldati statunitensi sbarcarono a Leyte, iniziando la liberazione delle Filippine.
Il generale Tomoyuki Yamashita, comandante della 14ª Armata d'Area, trasferì il suo quartier generale a Baguio nel dicembre 1944, pianificando un'azione di ritardo contro gli statunitensi per dare tempo al Giappone di preparare le difese del proprio arcipelago principale. Ad inizio gennaio 1945, le forze statunitensi sbarcarono nel golfo di Lingayen, sull'isola di Luzon. Da lì in poi, la 6ª Armata statunitense condusse la campagna militare in due direzioni: una verso le forze statunitensi a est della capitale Manila, la seconda contro le forze del generale Yamashita nella Luzon settentrionale.

## Gli scontri per Baguio
Tra la fine di febbraio e l'inizio di aprile 1945, le forze alleate, principalmente composte dalla 33ª Divisione di Fanteria, coadiuvate da reggimenti della resistenza filippina responsabili dell'area settentrionale di Luzon, avanzarono su Baguio. Per fine marzo, la città fu a tiro dell'artiglieria statunitense e, tra il 4 e il 10 del mese, i velivoli della 5ª Forza Aerea sganciarono 933 tonnellate di bombe e 1 185 galloni di napalm sopra la città, riducendo molta di essa in cenere. Il presidente dello stato fantoccio della Seconda Repubblica filippina, José P. Laurel, spostatosi da Manila a Baguio nel dicembre 1944, dovette lasciare la stessa il 22 marzo, raggiungendo Taiwan il 30, giorno in cui venne ordinato al resto del governo della Seconda Repubblica, assieme a civili giapponesi di evacuare Baguio. Yamashita e il suo staff, a loro volta, si spostarono a Bambang, nella provincia di Nueva Vizcaya. Nessuna importante offensiva ebbe luogo però prima di metà aprile, quando la 37ª Divisione di Fanteria statunitense, ad esclusione del suo 145º Reggimento, fu spostata da Manila per lanciare un assalto a Baguio assieme alla 33ª Divisione, da ovest e da sud.
A metà aprile, durante l'avanzata da occidente, statunitensi e giapponesi si scontrarono in una battaglia di sei giorni, presso Irisan Gorge e lungo il fiume Irisan. La battaglia vide uno degli ultimi scontri tra carri armati della campagna nelle Filippine, tra gli M4 Sherman statunitensi della Compagnia B, 775º Battaglione Carri, e i Type 97 Chi-Ha giapponesi della 5ª Compagnia Carri, 10º Reggimento Carri.
Nello stesso periodo, 7 000 civili, inclusi degli stranieri, lasciarono Baguio raggiungendo le linee statunitensi. Tra essi, vi erano cinque membri del gabinetto della Seconda Repubblica: il brigadiere generale Manuel Roxas fu "liberato" mentre gli altri quattro furono catturati come collaborazionisti. Il 22 aprile, il maggior generale Noakata Utsunomiya, che era stato lasciato al comando della difesa di Baguio da Yamashita, ordinò la ritirata dalla città. Due giorni dopo, le prime forze alleate, una pattuglia del 129º Reggimento di Fanteria, entrò finalmente a Baguio.

## Le conseguenze
Yamashita, con i suoi 50 000 uomini del Gruppo Shobu, appartenente alla 14ª Armata d'Area, continuò ad impegnare l'avanzata statunitense nella regione settentrionale di Luzon fino al 15 agosto 1945. Il 3 settembre 1945, il giorno dopo la resa del Giappone, Yamashita ufficialmente si arrese a sua volta, con tutte le forze giapponesi nelle Filippine, al residence del Campo John Hay, in presenza dei tenenti generali Arthur Percival e Jonathan M. Wainwright.